# The Babysitter: Killer Queen
The Babysitter: Killer Queen (bra: A Babá: Rainha da Morte'; prt: The Babysitter: Rainha da Morte) é um filme norte-americano de 2020, do gênero comédia de terror, dirigido e produzido por McG, a partir de um roteiro que ele escreveu com Dan Lagana, Brad Morris e Jimmy Warden. É uma sequência do filme de 2017, The Babysitter. É estrelado por Judah Lewis, Emily Alyn Lind, Jenna Ortega, Hana Mae Lee, Robbie Amell, Bella Thorne, Samara Weaving e Ken Marino. O filme continua a história de Cole Johnson, agora no primeiro ano do ensino médio, que deve lutar novamente para garantir sua sobrevivência durante uma noite, enquanto é caçado por inimigos demoníacos, antigos e novos.
O filme foi lançado em 10 de setembro de 2020 na Netflix, recebendo críticas geralmente negativas dos críticos. Um terceiro filme está em desenvolvimento.

## Elenco
- Judah Lewis como Cole, um estudante do ensino médio. Ele é intimidado por toda a escola porque tentou convencer seus colegas sobre o misterioso incidente que aconteceu em sua casa envolvendo uma seita satânica há dois anos, que levou as pessoas a pensarem que ele é louco. Ele também sofre de TEPT e toma vários medicamentos diariamente.[10]
- Emily Alyn Lind como Melanie, amiga de infância de Cole e melhor amiga.[10]
- Jenna Ortega como Phoebe, uma nova aluna da escola de Cole.[10]
- Robbie Amell como Max, um membro do culto ressuscitado.[10]
- Andrew Bachelor como John, um membro do culto ressuscitado.[10]
- Hana Mae Lee como Sonya, um membro do culto ressuscitado.[10]
- Bella Thorne como Allison, um membro do culto ressuscitado.[10]
- Samara Weaving como Bee, líder secreta de um culto de adoração ao demônio e ex-babá de Cole.[10]
- Ken Marino como Archie, pai de Cole.[10]
- Chris Wylde como Juan, o pai de Melanie.[10]
- Leslie Bibb como Phyliss, a mãe de Cole.[10]
- Carl McDowell como "Big" Carl McManus
- Maximilian Acevedo como Jimmy, namorado de Melanie e membro do culto.[10]
- Juliocesar Chavez como Diego, amigo de Melanie e companheiro de culto.[10]
- Jennifer Foster como Boom-Boom, amiga de Melanie, Jimmy de Diego.[10]
- Raymond Patterson como Sr. Nordy
- Helen Hong como Diretora Highbridge
- Jason Rogel como Policial Phil
- Scott MacArthur como Leeroy
- Amanda Cerny como Violet

## Produção
Em setembro de 2019, foi anunciado que Judah Lewis, Hana Mae Lee, Robbie Amell, Bella Thorne, Andrew Bachelor, Emily Alyn Lind, Leslie Bibb e Ken Marino iriam repetir seus papéis do primeiro filme na sequência, com McG dirigindo um roteiro feito por ele, Dan Lagana, Brad Morris e Jimmy Warden, junto com a Wonderland Sound and Vision e Boies/Schiller Film Group cofinanciando e produzindo. McG descreveu a história como sendo baseada em Fausto, mas com piadas ridículas como em um filme de Mel Brooks. Em outubro de 2019, Jenna Ortega se juntou ao elenco em um dos papéis principais.
As filmagens ocorreram em Los Angeles, Califórnia, em 2019.
O terno de veludo cotelê usado por Lewis é uma homenagem a Wes Anderson.

## Música
Bear McCreary compôs a trilha sonora do filme.

## Lançamento
O filme foi lançado na Netflix em 10 de setembro de 2020. Em seu fim de semana de estreia, o filme foi a segunda obra mais assistida na Netflix.

## Recepção
As primeiras críticas de The Babysitter: Killer Queen foram "negativas", com os críticos chamando o filme de "sem inspiração" e "embaraçoso".
No Rotten Tomatoes, tem uma aprovação de 48% com base em 42 avaliações, com uma nota média de 4,9/10. No Metacritic, que atribui uma média aritmética ponderada com base em 100 comentários de críticos mainstream, o filme recebe uma pontuação média de 22 pontos com base em 6 comentários, indicando "avaliações geralmente desfavoráveis".
Dennis Harvey, da Variety, escreveu: "Os fãs do original, sem dúvida, simpatizarão esperando mais diversão e entretenimento de alto nível, apenas para obter muito de uma coisa que não é nada além de simples."
Felix Vasquez Jr., do Cinema Crazed, chamou-o de "falho, mas muito divertido, e se diverte com muito sangue e violência assim como o original".
David Gelmini, do Dread Central, concedeu-lhe uma pontuação de 4,5 de 5, chamando-o de "uma sequência digna com uma quantidade decente de terror e suspense", e elogiando as performances dos atores principais.

## Futuro
Em setembro de 2020, McG confirmou os planos para um terceiro filme, afirmando que depende do sucesso de Killer Queen.